# Курсел сир Ер
Курсел сир Ер (фр. Courcelles-sur-Aire) насеље је и општина у североисточној Француској у региону Лорена, у департману Меза која припада префектури Бар ле Дик.
По подацима из 2011. године у општини је живело 36 становника, а густина насељености је износила 3,02 становника/km². Општина се простире на површини од 11,93 km². Налази се на средњој надморској висини од 287 метара (максималној 331 m, а минималној 226 m).

## Демографија
| 1962. | 1968. | 1975. | 1982. | 1990. | 1999. | 2011. |
| ----- | ----- | ----- | ----- | ----- | ----- | ----- |
| 92    | 72    | 65    | 65    | 54    | 57    | 36    |

График промене броја становника у току последњих година